# Brazilská vlajka

Brazilská vlajka
Poměr stran: 7:10

Vlajka Brazílie byla v současné podobě přijata 12. května 1992. Jedná se o mírně upravenou původní vlajku užívanou od 19. listopadu 1889. Navrhl ji malíř Decio Vilares.
Vlajka je tvořena zeleným listem o poměru stran 7:10. Ve středu je umístěno modré kruhové pole podložené žlutým kosočtverečním polem. V modrém poli je umístěno 27 bílých hvězd pěti různých velikostí a pole je protnuto bílou stuhou se zeleným nápisem Ordem e Progresso (řád a pokrok). Tato figura je označována jako Nebe nad Riem.
Zelená i žlutá barva symbolizují bohatství. Zelená barva bohatství přírodní, kouzlo brazilských pralesů; žlutá představuje zlato, které bylo důvodem vzniku mnoha důležitých měst. Motto Ordem e Progresso (řád a pokrok) je inspirováno heslem pozitivismu, jehož autorem je Auguste Comte: „L’amour pour principe et l’ordre pour base; le progrès pour but“.

Rozměry brazilské vlajky
Vlajka brazilského prezidenta Poměr stran: 7:10
Brazilská lodní vlajka (Naval Jack) Poměr stran: 3:4
Brazilské státy vs hvězdy na vlajce (anglicky)

## Hvězdy na vlajce

Na brazilské vlajce se nachází 27 hvězd:
1. Prokyon (v souhvězdí Malého psa)
2. Souhvězdí Velkého psa – 5 hvězd, největší představuje Sirius
3. Canopus (v souhvězdí Lodního kýlu)
4. Spica (v souhvězdí Panny)
5. Souhvězdí Hydry – 2 hvězdy, největší představuje Alphard
6. Souhvězdí Jižního kříže – 5 hvězd, největší představuje Acrux.
7. Sigma Octantis (v souhvězdí Oktantu, známá jako Jižní Polárka).
8. Souhvězdí Jižního trojúhelníku – 3 hvězdy, přibližně stejné velikosti
9. Souhvězdí Štíra – 8 hvězd, největší představuje Antares

## Historie
Poté, co byla 7. září 1822 vyhlášena nezávislost Brazílie, byla zavedena první brazilská vlajka. První vlajka nezávislé Brazílie se skládala ze zeleného listu na němž byl položen žlutý kosočtverec a na kosočtverci státní znak. S vyhlášením císařství se 1. prosince 1822 změnila vlajka tak, že koruna nad znakem byla nahrazena císařskou. Přibližně okolo roku 1870 byla vlajka mírně změněna v souvislosti se změnou státního znaku, na který byla přidána hvězda reprezentující nový stát Cisplatina (dnešní Uruguay). Po svržení monarchie 15. listopadu 1889 byla nejprve zavedena vlajka, jež byla inspirována vlajkou USA, ale platila jen čtyři dny, od vyhlášení republiky 15. listopadu do uvedení současného vzoru 19. listopadu. Vlajka byla změněna, neboť se příliš podobala vlajce jiného státu. Již 19. listopadu se však Brazílie vrátila k původní vlajce, jen (císařský) znak nahradila modrou nebeskou sférou se stuhou s nápisem Ordem e progresso, a žlutý kosočtverec byl zmenšen, aby se nedotýkal okraje vlajky.
Počet hvězd na vlajce (27) odpovídá počtu spolkových států brazilské federace (26) a jednoho federálního distriktu (Distrito Federal do Brasil), s hlavním městem Brasílií.
Rozmístění hvězd na vlajce odpovídá i jejich poloze na nebeské sféře. 
Vlajka se od šedesátých let (brazilské státy se rozdělovaly) několikrát nepatrně změnila, naposledy 11. května 1992.

Vlajka koloniálního knížectví Brazílie (1645–1816)
Vlajka Spojeného království Portugalska, Brazílie a Algarves (1816–1821)
Vlajka Brazílie v rámci Spojeného království (1816–1821)
Vlajka Brazilského království (1822)
První vlajka Brazilského císařství (1822–1870)
Druhá vlajka Brazilského císařství (1870–1889), rozdíl je v počtu hvězd
První vlajka Spojených států Brazílie (15.–19. listopadu 1889)
Druhá vlajka Spojených států Brazílie (1889–1960)
Třetí vlajka Spojených států Brazílie (1960–1968)
První vlajka Federativní republiky Brazílie (1968–1992)

## Vlajky spolkových států
Brazílie se člení na 26 spolkových států (estados, jednotné číslo estado) a 1 federální distrikt  (distrito federal), v němž se nachází brazilské hlavní město Brasília. Všechny útvary mají svou vlajku. Pro statistické účely jsou brazilské státy sloučeny do pěti regionů.

Distrito Federal do Brasil Poměr stran: ~13:18
Acre Poměr stran: 7:10
Alagoas Poměr stran: 4:7
Amapá Poměr stran: 7:10
Amazonas Poměr stran: 5:7
Bahia Poměr stran: ?
Ceará Poměr stran: 7:10
Espírito Santo Poměr stran: 7:10
Goiás Poměr stran: 7:10
Maranhão Poměr stran: 2:3
Mato Grosso Poměr stran: 7:10
Mato Grosso do Sul Poměr stran: 7:10
Minas Gerais Poměr stran: 7:10
Pará Poměr stran: 7:10
Paraíba Poměr stran: 7:10
Paraná Poměr stran: 7:10
Pernambuco Poměr stran: 7:10
Piauí Poměr stran: 7:10
Rio de Janeiro Poměr stran: 7:10
Rio Grande do Norte Poměr stran: 2:3
Rio Grande do Sul Poměr stran: 7:10
Rondônia Poměr stran: 7:10
Roraima Poměr stran: 7:10
Santa Catarina Poměr stran: 8:11
São Paulo Poměr stran: 2:3
Sergipe Poměr stran: 2:3
Tocantins Poměr stran: 7:10